# NGC 6215A
NGC 6215A (другие обозначения — ESO 138-4, PGC 59180) — спиральная галактика (Sb) в созвездии Жертвенник.
Этот объект не входит в число перечисленных в оригинальной редакции «Нового общего каталога» и был добавлен позднее.